# Bánky Róbert (színművész, 1894–1981)
Idősebb Bánky Róbert, Buchstabler Róbert Nándor Alfonz (Kispest, 1894. november 25. – Budapest, 1981. december 9.) magyar színész, színigazgató.

## Pályafutása

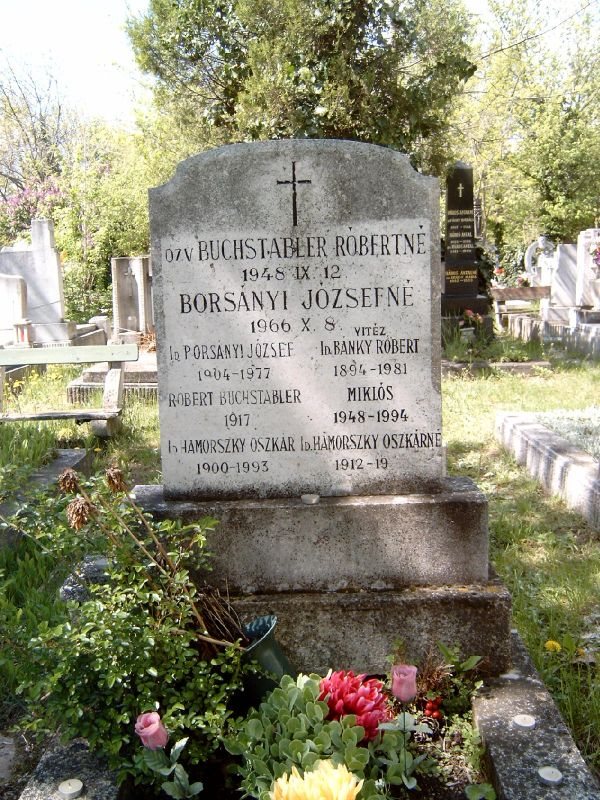
Bánky Róbert sírja Budapesten. Új köztemető: 17/8-1-87.

Buchstabler Róbert és Szántó Etelka fiaként született. A színészakadémián elvégzett egy év után nem sokkal bevonult katonának. Ekkor egy ravasz „színjátékkal" megmentette egységét a biztos pusztulástól, amiért később vitézi címet kapott. Az I. világháború alatt orosz hadifogságba esett, s itt magyar színtársulatot szervezett. A háború után 1922 és 1925 között a Belvárosi Színházban, majd 1925–1926-ban Thália színpadán játszott. 1926–1927-ben Marosvásárhelyre, 1927–1932-ig Pécsre, 1932–1933-ban Kecskemétre szerződött. Ezután a Magyar Komédia Kamaraszínház vezetője lett 1933–1939-ig. 1939 és 1941 között úgynevezett cseretársulatot vezetett, negyventagú cseretársulatával ellátta a debreceni Csokonai Színházat. 1941 és 1944 között a Magyar Színház igazgatója volt, mely ekkor Új Magyar Színház néven működött, s párhuzamosan 1942–1943-ban a szegedi színház vezetőjének is kinevezték. Ő a helyben működő Ihász Aladárt (1886–1960) bízta meg a vezetéssel, főrendezőnek pedig megtette a Színészkamarából kizárt Both Bélát. 1943-tól a Tábori Színház vezetői munkakörét is ellátta. A Színészkamara alelnöki tisztét is betöltötte.
Az Új Magyar Színház igazgatójaként Bánky igyekezett kihasználni az operett „háborús konjunktúráját”, minden évben szerepeltetett egy-egy operettet Fedák Sári főszereplésével. Emellett igényes drámaciklust állított össze: Médea (1941. november 26. Peéry Pirivel a főszerepben); August Strindberg Haláltánca (1942. november 20-án Somlay Artúr főszereplésével és rendezésében), Gerhart Hauptmann Henschel fuvaros (1943 áprilisában címszerepére Kiss Ferencet, Hanne alakjának megformálására Dajka Margitot hívta meg), Luigi Pirandello Mi az igazság? (1943. szeptember 21.).
1929-ban Buchstabler család nevét Bánkira változtatta. 1945-ben az Igazoló Bizottság a Horthy-korszakban betöltött vezető beosztása miatt, s a szélsőjobboldaliság vádjával Bánkyt „örökre" eltiltotta a pályáról. Majd mégis igazolták, de állást sokáig nem kapott. Segédmunkásként dolgozott a Rákosi Mátyás Műveknél, ahol beállt a munkásszínjátszók közé. 1952–1956 között Szolnokon, 1956–1962 között Győrben játszott.
„Élete utolsó két évtizedét egy Rákóczi úti mosókonyhában élte le harmadik feleségével. Temetői szónoklatok tiszteletdíjából egészítette ki szerénynél is szerényebb nyugdíját.”
Felesége Orbán Viola (1901–1971) színésznő, akivel 1926. szeptember 9-én Budapesten, a Józsefvárosban kötött házasságot. Gyermekeik ifj. Bánky Róbert (1930–1991) színművész, bábszínész, színházi rendező és Bánky Tamás (1931–2014) általános iskolai vezető pedagógus.

## Szerepei

### Színházi
Kezdetben epizodista, később jellemszerepeket játszott. 1945-ben visszavonult a színpadtól.
- Vackor (Shakespeare: Szentivánéji álom)
- Lovasdy Tamás (Zilahy Lajos: Tűzmadár)
- Eilert Lövborg (Ibsen: Hedda Gabler)
- Bolingbroke (Eugène Scribe: Egy pohár víz)

### Filmszerepei
Részben az Írisz Filmstúdió négyéves fennállása alatt készült filmek.
- (Bors István, 1939. Rendező: Bánky Viktor)
- Edgar, komornyik (Lelki klinika, 1941. Rendező: Cserépy László)
- (A harmincadik, 1941. Rendező: Cserépy László)
- Kertész (Elkésett levél, 1941. Rendező: Endre Rodríguez)
- Szalai (A 2000 pengős férfi, 1942. Rendező: Cserépy László )
- Az Idea Könyvkiadó Vállalat igazgatója (A tökéletes család, 1942. Rendezte Sipos László)
- Zsuzsanna apja (Kettesben, 1943. Rendező: Cserépy László)
- Adalbert, főkomornyik (Pista tekintetes Úr, 1943. Rendező: Daróczy József)
- Színiigazgató (Késő, 1943. Rendező: Daróczy József)
- (Az első, 1944. Rendező: Cserépy László)